# Géotope

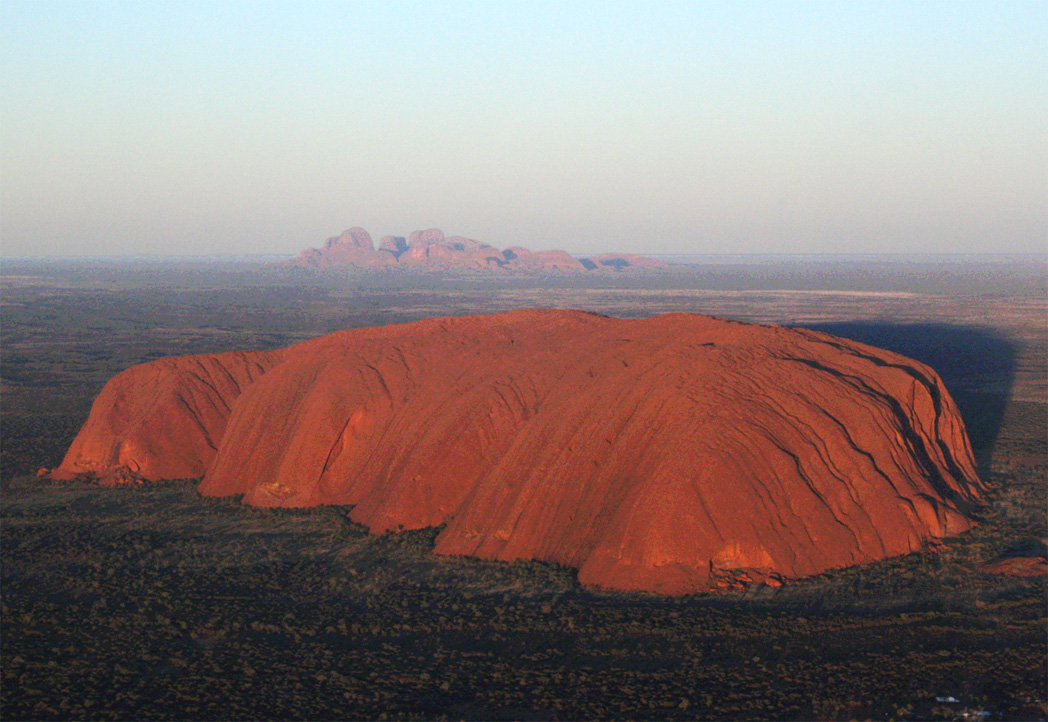
Vue du Mont Uluru (Ayers Rock) avec le Kata Tjuta (l'Olgas) en arrière-plan, patrimoine géologique, écologique et esthétique exceptionnel.

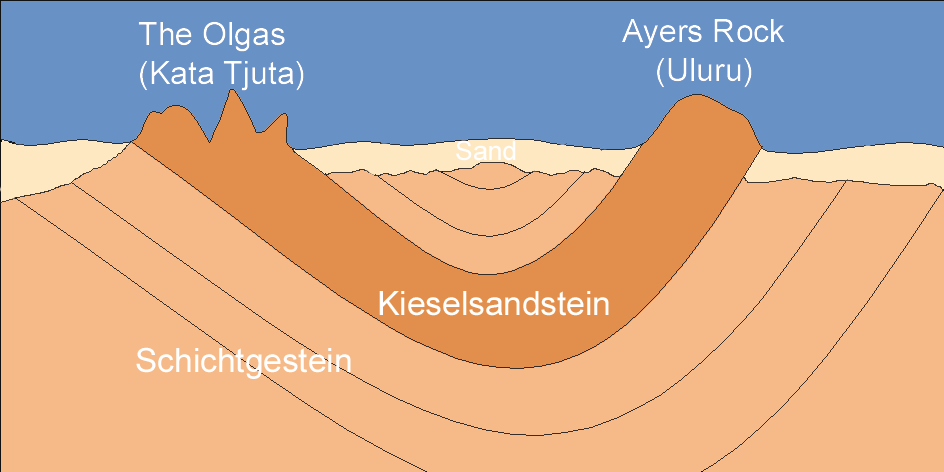
Coupe géologique simplifiée présentant le Mont Uluru et le Kata Tjuta.

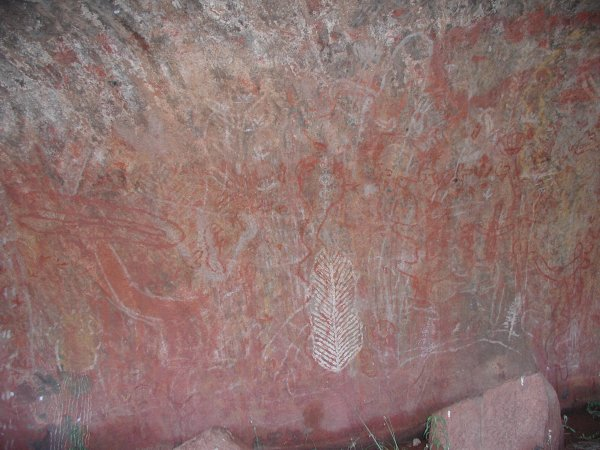
Le mont Uluru est aussi un site sacré pour les aborigènes (ici : peintures rupestres)

Les termes géotope, géosite, géodiversité, géoconservation et géotourisme sont progressivement forgés à l'image de ceux déjà familiers pour le grand public et qui sont construits avec le préfixe bio.
Au cours des années 1990, le patrimoine géologique fait son apparition au sein de la sphère patrimoniale et en particulier au sein du Patrimoine naturel.

## Acceptions
La première acception, adoptée par la communauté des géoscientifiques est assez restrictive. Selon André Strasser (professeur de géosciences à l'Université de Fribourg), les géotopes sont des « portions de la géosphère délimitées dans l'espace et d'une importance géologique, géomorphologique ou géotectonique particulière. Ils sont des témoins importants de l'histoire de la Terre et donnent un aperçu de l'évolution du paysage et du climat ».
Les géotopes sont des formes du relief, ayant une valeur scientifique (relativement à l'histoire de la planète, au patrimoine géologique, aux grands paysages souterrains, au patrimoine commun de l’humanité...) et ayant parfois une  valeur culturelle particulière.
À cette première définition, des scientifiques italiens apportent un élargissement par une approche plus culturelle. Mario Panizza et Sandra Piacente, de l'université de Modène, retiennent eux la définition suivante : « Tout objet géologique présentant une certaine valeur, qu'elle soit scientifique, historico-culturelle, esthétique, ou socio-économique ».
La dénomination de géotope suscite quelques réserves car elle n'a aucun rapport avec le patrimoine géomorphologique et géologique dans son sens premier. Ce terme désigne en effet la plus petite unité spatiale sur laquelle peuvent être étudiés des flux de matière et d'énergie. Ce succès tient en grande partie au fait qu'il constitue un pendant au concept de biotope.

## Diversité des géotopes
Potentiellement, les géotopes se décomposent en autant d'objets géologiques qu'il y a de disciplines au sein des géosciences. Il existe, par exemplen des géotopes :
- structuraux (ex. : chevauchement des Glaris) ;
- paléontologiques (ex. : Siréniens de Castellane) ;
- stratigraphiques (ex. : stratotype du Ladinien) ;
- minéralogiques (ex. : fissure alpine de Gerstenneg, Mont Magnitnaïa) ;
- miniers (ex. : mine de fer des Hurtières) ;
- karstiques (ex. : grottes de Choranche) ;
- géomorphologiques (appelés géomorphosites[4]) (ex. : gorges du Verdon) ;

mais aussi des géotopes qui appartiennent à l'imaginaire culturel de chaque civilisation, par exemple : 
- la brèche de Roland (Pyrénées) ;
- le château de Louis II de Bavière.

Certains géotopes combinent plusieurs de ces intérêts. Ainsi, le mont Uluru en Australie combine un intérêt géoscientifique (c'est la partie émergée et qui a résisté à l'érosion d'un synclinal), géoécologique (car il abrite une faune et une flore très particulière) mais également religieux (pour ses peintures rupestres et les croyances qui lui sont associées) et bien sûr esthétique.
Il existe ainsi des géotopes naturels (ex: un site fossilifère) ou artificiels (une mine, une carrière), des géotopes ponctuels (un bloc erratique) ou d'une superficie plus importante (une vallée glaciaire), des géotopes passifs (un stratotype) ou actifs (un glissement de terrain), etc.

## Évaluation
Elle est nécessairement pluridisciplinaire, faisant notamment intervenir la géomorphologie, la géologie, la spéléologie, l’écologie, l'histoire des sciences et éventuellement l’ethnologie et les sciences sociales.

### Méthodologie
Le plus souvent, la détermination des sites remarquables s'effectue de façon empirique et subjective. Ainsi la connaissance des terrains, s'appuie-t-elle sur des études qui ne visent pas a priori l'évaluation de leurs singularités géologiques et géomorphologiques. Charge alors à l'expert d'en extraire les caractéristiques importantes. Des listes sont alors proposées collégialement et les experts sont parfois sollicités ultérieurement par les décideurs pour éclairer la prise de décision.
Une autre méthode, comme celle suivie par l'université de Fribourg, consiste à ranger par ordre (dé)croissant les sites d'une liste de sites sur la base des critères pondérés statistiquement. L'expert livre alors aux décideurs un outil d'aide à la décision utilisable en l'état par ces derniers.
Face au limites des deux méthodes précédentes, la première éminemment subjective et la seconde contestable du fait du choix partial des critères de cotation et de leur pondération, Frédéric BF Joly (2000) suggère d'évaluer l'intérêt d'un site par rapport à son potentiel d'expressivité théorique ; c'est le "principe de géocomplexité". L'idée s'appuie sur le principe de potentialité développé par Werner Heisenberg dans Physics and Philosophy: The Revolution in Modern Science. En géomorphologie, cette approche permet d'évaluer la dynamique d'un site et de s'affranchir de l'emploi d'un chiffre, trop restrictif, pour en déterminer l'intérêt.

## Inventaires
Des inventaires, à différentes échelles, parfois hiérarchisés (Grandgirard 1997, Panizza & Piacente 1993, Coratza & Giusti 2005) sont faits dans un nombre croissant de pays, sur des principes cartographiques encore non standardisés (Carton et al. 2005).

### En France
Un Inventaire national du patrimoine géologique (INPG) a officiellement été lancé en 2007 par l'État (à travers le Ministère chargé de l'écologie). Sa méthodologie a été discutée et testée par la Conférence permanente du patrimoine géologique (CPPG), instance de réflexion créée et présidée par la Direction de la nature et des paysages (DNP) du Ministère chargé de l'écologie et rassemblant le Muséum national d’histoire naturelle (MNHN), le Bureau de recherches géologiques et minières (BRGM), l'association Réserves naturelles de France (RNF), les Musées de France, la Société géologique de France (SGF) et la Fédération française amateur de minéralogie et de paléontologie (FFAMP).
Une méthodologie commune, contribue à la cohérence des inventaires régionaux entre eux.
La loi du 27 février 2002 relative à la démocratie de proximité, dit que l'État assure la conception, l'animation et l'évaluation de l'inventaire du patrimoine naturel qui comprend les richesses écologiques, faunistiques, floristiques, géologiques, minéralogiques et paléontologiques de la France.
Des inventaires régionaux sont en cours ou ont été faits, par exemple,, avec le soutien de la DIREN (devenue DREAL) et du Conseil régional, par le Conservatoire des sites dans le Nord/Pas-de-Calais, avec une validation par le Conseil scientifique régional du patrimoine naturel.
Le décret no 2015-1787 du 28 décembre 2015 relatif à la protection des sites d'intérêt géologique instaure un nouvel outil réglementaire pour les préfets : l'Arrêté préfectoral de protection de géotope.

### En Allemagne
Le recensement a été effectué sur la base d'un concours organisé entre 2004 et 2006 par l’Académie des Sciences de la Terre de Hanovre (AGH) et a déterminé ainsi 77 géotopes significatifs. Il s'agissait, par la même occasion, de déterminer des sites candidats au label « Patrimoine mondial de l'UNESCO ». Les sites proposés devaient constituer un « phénomène naturel extraordinaire » (außergewöhnlicher natürlicher Ausprägung), présenter un caractère de permanence et faire l'objet d'une documentation accessible au public. Il pouvait s'agir d'objets particuliers, de collections tout aussi bien que de paysages.
Des 180 propositions reçues, la commission d'experts en retint 77. Les nominations furent prononcées le 12 mai 2006 au parlement régional (de) de Hanovre ; c’est le Ministère fédéral de l'Éducation et de la Recherche (Allemagne) qui a délivré aux différents sites le label de géotope national ainsi que le label planeterde. Un livret explicatif a été édité pour l'occasion.
Trois des géotopes élus (le site fossilifère de Messel, les mines du Rammelsberg et la vallée du Haut-Rhin moyen) sont désormais enregistrés au Patrimoine mondial de l'UNESCO ; le site de Messel est pour l'instant le seul site naturel retenu en Allemagne, les deux autres sites étant des patrimoines culturels. La commission a cependant émis six autres propositions à l'UNESCO : la littoral des Wadden, les falaises de Jasmund, la Bastei et les Monts gréseux de l’Elbe, la collection de fossiles de Holzmaden, l’astroblème de Ries avec la dépression de Steinheim, enfin  la vallée de l’Altmühl et le calcaire lithographique de Solnhofen.
Liste des géotopes allemands. - Les géotopes officiels sont classés par Land ci-après, dans l'ordre de la liste officielle de l’Académie de Hanovre.
Schleswig-Holstein :
- Île de Heligoland
- Carrières de craie de Lieth près d’Elmshorn
- Les falaises de Morsum à Sylt

Basse-Saxe :
- Les algues fossilisées du Heeseberg  près de Jerxheim
- Les dolines du Lopingien du Hartz méridional (source de la Rhume, Grotte de la Licorne)
- Le littoral des Wadden en mer du Nord
- Le parc aux dinosaures Münchehagen au lac de Steinhude
- La tourbière ombrotrophe de Huvenhoop près de Gnarrenburg
- Les Mines de Rammelsberg à Goslar

Mecklembourg-Poméranie occidentale :
- Les falaises de Jasmund
- Le Parc naturel des lacs de Feldberg
- Les dunes du finisterre de Fischland-Darss-Zingst (Neudarß)

Brandebourg :
- La moraine du Mindel de Muskau
- le bloc erratique appelé Kleiner Markgrafenstein près de Fürstenwalde

Saxe-Anhalt :
- La faille du Hartz septentrional et les cheminée des fées du Teufelsmauer
- La vallée de la Bode dans le Hartz
- Le chaos de silex des environs de Schierke

Rhénanie du Nord-Westphalie :
- Les Externsteine en Forêt de Teutoburg
- Les carrières d'ardoise de Hagen-Vorhalle
- Les Siebengebirge  près de Bonn
- Les pitons rocheux de Bruchhausen dans le Sauerland
- Le chaos de Hemer dans le Sauerland
- Les mines de charbon de Muttental près de Witten
- Les dolines de la Schlade au synclinal de la Mulde, dans le Pays de Berg
- Les mines de charbon de Hambach à l'ouest de Cologne
- Les mines de fer de Kleinbremen dans les monts de la Weser
- Les gorges de la Weser à la Porta Westfalica
- Les radiolaires fossilisés de Beddelhausen dans le Wittgensteiner Land

Hesse :
- Le site fossilifère de Messel dans les environs de Darmstadt
- Le chaos rocheux de la vallée de la Lauter au plateau d'Odenwald
- Les marbres de la Lahn près de Villmar
- Le Rhön avec la Wasserkuppe, le Schafstein, Steinwand, la Pierre du Diable et le Wachtküppel

Thuringe :
- Le Bohlenwand (Thuringe) dans les environs de Saalfeld
- Le Feldstein autour de Themar en Thuringe méridionale
- Les mines de sel gemme de Merkers
- Les murailles près d’Ilfeld dans le Hartz méridional
- Les mines d’ardoise près de Lehesten
- Les travertins de la vallée de l’Ilm près de Weimar

Saxe :
- Les colonnes basaltiques du Scheibenberg dans les Monts Métallifères
- Les orgues basaltiques de Hirtstein dans les Monts Métallifères
- Les orgues basaltiques du château-fort de Stolpen en Lusace
- Les Monts gréseux de l’Elbe
- La roche moutonnée des Hohburger Berge dans l'arrondissement de Leipzig
- La cheminée volcanique d'Altenberg dans les Monts Métallifères
- Le tuf volcanique à porphyres de Rochlitz

Rhénanie-Palatinat :
- Les maare de la Daun dans l’Eifel
- La vallée du Haut-Rhin moyen
- L’Eifel volcanique avec le Dachsbusch, Eppelsberg, Wingertsbergwand, Römerbergwerk Meurin, Eckfelder Maar
- La Table du Diable dans le Pfälzerwald
- La Pierre des Druides non loin de Kirchen-am-Sieg
- Le geyser d'Andernach

Sarre :
- La boucle de la Sarre (Saarschleife) à Mettlach

Bade-Wurtemberg :
- Le Feldberg et les gorges de la Wutach
- Le Kaiserstuhl
- Le maar de Randeck
- Les argiles à Posidonies de Holzmaden
- Le Parc naturel du Haut-Danube
- La source de Blautopf dans le jura de Blaubeuren
- Les volcans de l’Hegau avec le Höwenegg et le Hohentwiel
- La vallée de la Lone dans le Jura souabe
- Le piton d'Istein dans la haute vallée du Rhin
- Le parc d’Hessigheim dans le val du Neckar
- Les carrières de craie de Mössingen dans le Jura Souabe

Bavière :
- Le filon de quartz hydrothermal du Pfahl bavarois
- l’astroblème de Ries et la dépression de Steinheim
- La vallée de l’Altmühl et la craie lithographique de Solnhofen
- La vallée glaciaire près de Fischbach-sur-Inn
- Le Pottenstein dans le Jura de Franconie
- Les orgues basaltiques de Parkstein dans le Haut-Palatinat
- La cheminée de fée dite « Agnès pétrifiée » (Steinerne Agnes) près de Berchtesgaden
- Les lacs d’Osterseen au sud de Munich
- Le labyrinthe naturel de Luisenburg près de Wunsiedel dans les Fichtelgebirge
- Les gorges du Danube à Wettenburg dans les environs de Kelheim
- Le défilé de Partnach près de Garmisch-Partenkirchen
- Le Silberberg à Bodenmais en Forêt de Bavière
- Les rochers sculptés d’Usterling en Basse-Bavière
- Le pays de Werdenfels

### Représentation cartographique
Les géotopes sont habituellement représentés par un signe ponctuel (point, triangle...) ou d’un graphique figuratif sur une carte d’ensemble. 
Leur cartographie doit permettre de produire ou croiser des informations immédiates ou plus complexe sur le géotope, son insertion dans l'espace et le temps. On utilise les symboles classiques de la cartographie géomorphologique, mais ils ne suffisent généralement pas à en décrire tous les aspects.

## Menaces
Le groupe de travail pour la protection des géotopes en Suisse estime qu'ils sont à protéger des actions qui portent préjudice à leur contenu, leur structure, leur forme ou leur future évolution naturelle.

## Protection
Les géotopes remarquables sont un patrimoine à léguer aux générations futures ou utiles voire nécessaires à la protection de la nature.
En France, les ZNIEFF pouvaient les prendre en compte, de même que les réserves naturelles. 

Depuis les années 1970 environ (loi de juillet 1976 sur la protection de la nature en France), pour des raisons écologique, culturelle, économique et esthétique, ce patrimoine est peu à peu inventorié, cartographié, valorisé et parfois protégé.

Ils prennent une place nouvelle dans le cadre de la trame verte et bleue et de la SCAP qui les cite explicitement.
Selon Joly (Joly, 2000), la protection du périmètre d'un site ne suffit pas à elle seule pour conserver son intégrité. Le milieu naturel est en effet sensible au point que l'altération d'un secteur peut se répercuter sur un autre site, proche ou éloigné, par un "effet domino". Ce qu’il convient alors de nommer zone de protection d’un site s’étend donc bien au-delà du périmètre physique apparent du site. Elle comprend aussi la conservation des secteurs proches indispensables dont les secteurs contigus qui jouent un rôle tampon. Pour chaque site, il conviendrait donc distinguer deux périmètres, à savoir le site proprement dit et un secteur plus vaste autour de celui-ci (Joly, 2000).

## Vulgarisation et médiatisation du concept de Géotope

### Multimédia: le projet Geotop
Initiée en 1996 sous l’impulsion de Frédéric BF Joly, et créée en 1998, l’association multimédia Geotop s’est donné pour objectif de valoriser le patrimoine géologique et géomorphologique par le biais d’un magazine électronique. Deux CD-ROMs ont été produits bénévolement et mis en ligne entre 1998 et 1999. Le projet a impliqué une trentaine de participants européens pour un volume de 7000 heures de travail cumulé (Joly, 2000).
Pour pérenniser le projet dans l’esprit des projets collaboratifs, le projet Geotop a été envisagé sous 2 modalités : 
- (1) Incorporation gratuite de contributions relatives au patrimoine géologique et géomorphologique dans les versions ultérieures du magazine sous la forme d’un portail,
- (2) Prise en charge gratuite de la création du site de petites associations souhaitant disposer d'un site Internet, mais ne pouvant pas le développer.

Les 2 modalités du projet ont été proposées sans succès à une centaine de personnes et de structures environnementales durant l'année 2000 (Joly, 2000).